# Pleurocera annulifera
The ringed hornsnail (Pleurocera annulifera)là một loài động vật chân bụng trong họ Pleuroceridae. Nó là loài đặc hữu của Hoa Kỳ.